# Vereinigung der Bayerischen Chirurgen
Die Vereinigung der Bayerischen Chirurgen ist eine 1911 gegründete Fachgesellschaft für Chirurgie.

## Geschichte
Spiritus rector der Gründung am 6. Januar 1911 in München war Ottmar von Angerer. Außer ihm waren die Gründer Ludwig Burkhardt, Eugen Enderlen, Hubert Gebele (München), Ernst Graser, Max Jungengel (Bamberg), Ferdinand Klaussner (München), Albert Krecke, Karl von Seydel, Adolf Schmitt (München) und August Schreiber (Augsburg). Unterbrochen durch den Ersten Weltkrieg, fanden die Tagungen bis 1926 in München statt. 1920 nahmen in München 137 Chirurgen teil. Nach der Unterbrechung durch den Zweiten Weltkrieg 1940–1947 fanden wieder alljährliche Tagungen statt. Die ersten Vorsitzenden waren (wie schon 1938) Carl Schindler (1948) und Emil Karl Frey (1949). Heute hat die Vereinigung konstant mehr als 1000 Mitglieder, die auch in anderen Ländern als Bayern tätig sind. Die Mitgliederentwicklung spiegelt die Spezialisierung und Neuordnung des Faches Chirurgie. Als eigene Lehrstühle entstanden, verschwanden die jeweiligen Themenkreise aus den Jahresprogrammen der Vereinigung. Die Urologie war in den Anfangszeiten regelmäßig, die Neurochirurgie bis in die 1960er Jahre mit eigenen Themen vertreten. Die Herzchirurgie war nie vertreten. Hinzu kamen die Kinderchirurgie und die Orthopädie; die Lehrstuhlinhaber Waldemar Ch. Hecker und Alfred Nikolaus Witt waren Vorsitzende. Aber wie in den anderen Regionalgesellschaften dominierte in den Vortragsthemen immer die Allgemeinchirurgie.

## Ehrungen
Nach Johann Nepomuk von Nußbaum (1985) und Otto Goetze (1971) sind Wissenschaftspreise für den Nachwuchs benannt. Hartwig Bauer erhielt nicht nur beide Preise, sondern auch die Max-Lebsche-Medaille und die Ehrenmitgliedschaft. Gerd Hegemann ist Namensgeber für ein Reisestipendium.

### Max-Lebsche-Medaille
Nach Ferdinand Sauerbruchs Oberarzt Max Lebsche ist die Medaille benannt, mit der seit 1987 Standespolitiker, Ministerialbeamte, Politiker und Mediziner geehrt werden:
- 1986: Staatsminister a. D. Hans Maier
- 1987: Werner Wachsmuth
- 1988: Gerd Hegemann
- 1989: Fritz Holle[3]
- 1991: Hans Joachim Sewering
- 1992: Georg Heberer
- 1993: Paul Hermanek, Erlangen
- 1994: Walther Weißauer, Hamburg
- 1995: Karl Hempel , Hamburg
- 1996: Wolfgang Spann, München
- 1997: Werner Grill, Starnberg
- 1999: Staatsministerin Barbara Stamm, München
- 2000: Heinz Angstwurm
- 2001: Gerhard Kugler, München
- 2002: Jürgen Bauch, Hannover[4]
- 2003: Leonhard Schweiberer, München
- 2004: Ltd. Ministerialrat Karlheinz Anding, München
- 2005: Ministerialdirigent  Gerhard Knorr, München
- 2006: Josef Eisenburg, Pullach
- 2007: Peter Hermanek, München
- 2008: Johann Wilhelm Weidringer, München
- 2009: Marianne Koch, Tutzing
- 2010: Alfred Schaudig, München[5]
- 2011: Hartwig Bauer
- 2012: Anton J. Schmidt, München
- 2013: Konrad Meßmer, München
- 2014: Klaus Junghanns, Ludwigsburg
- 2015: Christa Maar, München
- 2017: Peter Sefrin, Würzburg
- 2018: Almut Sellschopp, München
- 2019: Jörg Heberer, München
- 2020: Thomas Binsack, München

### Ehrenmitglieder
- Hartwig Bauer, Neuötting
- Herbert Blaha, Gauting
- Rudolf Berchtold, Bern
- Paul Gall, Erlangen[6]
- Werner Grill, Starnberg
- Horst Hamelmann, Kiel
- Wilhelm Hartel, Berlin
- Waldemar Ch. Hecker, München
- Wolf Heitland, München
- Werner Hohenberger, Erlangen
- Karl-Walter Jauch, München
- Ernst Kern, Würzburg
- Fritz Lechner, Garmisch-Partenkirchen
- Wolf Mutschler, München
- Jürgen Probst, Murnau
- Ernst Rebentisch, Deisenhofen
- Axel Rüter, Augsburg
- Friedrich-Wilhelm Schildberg, München
- Leonhard Schweiberer, München
- Rüdiger Siewert, München
- Friedrich Stelzner, Bonn
- Arnulf Thiede, Würzburg
- Rudolf Ascherl, Tirschenreuth
- Matthias Anthuber, Augsburg
- Markus W. Büchler, Heidelberg
- Volker Bühren, Murnau
- Rolf-Dieter Filler, Landshut
- Rupert Ketterl, Traunstein
- Michael Menger, Homburg
- Hans-Ulrich Steinau, Bochum
- Harald Tscherne, Isernhagen
- Albert Tuchmann, Wien